# Омбију
Омбију (фр. Ambillou) је насељено место у Француској у региону Центар, у департману Ендр и Лоара.
По подацима из 2011. године у општини је живело 1798 становника, а густина насељености је износила 36,81 становника/km².

## Демографија
| 1962. | 1968. | 1975. | 1982. | 1990. | 2011. |
| ----- | ----- | ----- | ----- | ----- | ----- |
| 834   | 732   | 884   | 986   | 1.086 | 1.798 |